# Économie agricole

Le passage d'une société agricole à une économie développée.

L’économie agricole ou économie rurale est la partie de l’économie ou de la science économique qui concerne l’agriculture.
L’économie agricole est donc la direction économique qui gère les différents aspects de l’agriculture et du milieu en général.  Cette étude concernant l’utilisation optimale du sol s’avère être en corrélation avec les besoins humains.

## Histoire
« L'agriculture est la mère de tous les arts : lorsqu'elle est bien conduite, tous les autres arts prospèrent ; mais lorsqu'elle est négligée, tous les autres arts déclinent, sur terre comme sur mer. »

— Xénophon, L'Économique, V.
« Cet aphorisme… n'a pratiquement rien perdu de sa valeur. Aujourd'hui encore, dans beaucoup de pays, l'agriculture demeure, sinon la pierre angulaire de l'économie, du moins une source capitale de revenus, d'emplois et de devises. Même les pays qui ont tout fait pour réduire au minimum leur dépendance économique vis-à-vis de l'agriculture primaire ont encore tendance à accorder à ce secteur une attention particulière ».
Les premières ébauches d'économie agricole apparaissent en France avec Olivier de Serres, dans un ouvrage majoritairement consacré à l'agronomie au sens strict, le Théâtre d'agriculture. Les physiocrates, au XVIIIe siècle, élaborent les premières théories économiques sur la production agricole.
Au XIXe siècle, Johann Heinrich von Thünen propose une théorie de l'organisation spatiale des productions agricoles, basée sur des critères économiques.
À l’origine consacrée uniquement à l’étude de la production dans les exploitations agricoles, l’économie agricole a vu son champ étendu progressivement à la transformation et au commerce des produits concernés, à la politique agricole, ainsi que, récemment, à la consommation alimentaire.

## Champ d'action
En tant que science, l’économie agricole a longtemps été désignée par l’expression « économie rurale » dont il faut souligner le caractère impropre, puisque l’adjectif rural englobe bien plus que la seule agriculture.  L’économie agricole tombe sous le secteur primaire de l’économie.  Elle se charge de la transformation des richesses du sol en produits primaires.  L’économie agricole est donc très importante dans les pays de tiers monde, là où la population ne survit que de l’agriculture.
Puisque l’économie agricole répond à un besoin primaire de l’homme, il est primordial que son exécution se fasse de manière optimale.  Des organisations spécialisées exercent des recherches concernant l’économie agricole d’un pays afin de la rendre plus performante.  
Des pays riches mettent des technologies au point dans le but d’obtenir de meilleurs résultats agricoles.  Ils transmettent leurs connaissances et avances technologiques aux pays moins favorisés.  
Le climat et la nature du sol sont deux paramètres indispensables au choix de la culture appliqué.  La nourriture locale est donc dépendante du milieu.  Des recherches ont prouvé qu’il existe un très grand rapport entre la situation économique d’un pays et sa situation agricole.
La France est le 7e exportateur de produits alimentaires en valeur en 2022 après, dans l'ordre, les États-Unis, la Chine, l'Allemagne, le Royaume Uni, les Pays-Bas et le Japon. 3 % de la population active française travaille dans le secteur agricole. Ces exportations de produits alimentaires ont rapporté 69 milliards de dollars aux acteurs économiques français concernés en 2022. 
Au niveau Européen la PAC (politique agricole commune) pèse 42 % du budget de l'Europe, on voit donc que l'Union porte un grand intérêt à l'agriculture.
Il existe une différence entre une agriculture réglementée, et une agriculture sujet à la libéralisation économique.
La libéralisation des échanges agricoles suppose le démantèlement de la politique agricole commune.
En particulier, d'après Serge Perrin et Ewa Filipiak (2003) et Rodney Tyers et Kym Anderson (1992)  et d'après le FMI (en 2002), pour atteindre la libéralisation il faut passer par un démantèlement des politiques protectionnistes et de l’ensemble des barrières légales à l’entrée sur les marchés agricoles.
Cependant, d'après Jean-Marc Boussard, Françoise Gérard et Marie-Gabrielle Piketty (2002, 2003, et 2005) les modèles économiques usuels sous-estiment les défaillances du marché et les risques de crises alimentaires sur des marchés libres. Pour eux les marchés agricoles libres sont imparfaits et instables de par leur nature libérale.
Avec la libéralisation, au contraire, les risques sont gérés de manière décentralisée.